# Thomas Korell
Thomas Korell (* 29. Juli 1983 in Salzwedel) ist ein deutscher Politiker (AfD). Er ist seit 2025 Mitglied des Deutschen Bundestages. Zuvor war er von 2021 bis 2025 Abgeordneter im Landtag von Sachsen-Anhalt.

## Leben
Korell besuchte die Sekundarschule und schloss diese 1999 ab. Von 2000 bis 2003 absolvierte er eine Ausbildung zum Dachdecker. Anschließend war er von 2003 bis 2005 als freiwillig längerdienender Wehrdienstleistender bei der Bundeswehr. Von 2005 bis 2006 war er als selbstständiger Dachdecker tätig. Daraufhin arbeitete er von 2006 bis 2009 als Berufskraftfahrer. Von 2010 bis 2020 war er wiederum als Dachdecker tätig.

## Politik
Korell trat 2016 der AfD bei.
Bereits bei der Landtagswahl in Sachsen-Anhalt 2016 trat er als Direktkandidat der AfD im Landtagswahlkreis Gardelegen-Klötze an, verpasste jedoch den Einzug in den Landtag.
Seit 2019 ist er Fraktionsvorsitzender der AfD im Stadtrat von Klötze und Mitglied des Kreistags im Altmarkkreis Salzwedel.
Bei der Landtagswahl in Sachsen-Anhalt 2021 kandidierte er für das Direktmandat im Landtagswahlkreis Gardelegen-Klötze und auf Platz 18 der Landesliste der AfD. Er verpasste das Direktmandat bei 19,8 % der Erststimmen, zog jedoch über die Landesliste in den Landtag ein. Er war ordentliches Mitglied im Ausschuss für Inneres und Sport des Landtags.
Zur vorgezogenen Bundestagswahl 2025 kandidierte Korell im Bundestagswahlkreis Altmark – Jerichower Land und gewann diesen mit 39,2 % der Stimmen. Im Zuge dessen legte er sein Landtagsmandat nieder; für ihn rückte Mathias Knispel in den Landtag nach.

## Privates
Korell ist verheiratet, hat zwei Kinder und wohnt in Klötze.